# Bernardino Telesio
Bernardino Telesio (Cosenza, 7 de noviembre de 1509 - ibidem, 2 de octubre de 1588) fue un filósofo y naturalista italiano.
Su obra más importante es De rerum natura iuxta propria principia, editada en Nápoles en el año 1565, donde anticipa ideas que luego serían desarrolladas por otros pensadores.

## Pensamiento
Telesio parte de una ruptura con Aristóteles, acusándolo de contradictorio consigo mismo y con las Sagradas Escrituras. Sostiene que no hay ninguna razón para seguirlo, antes de seguir a la experiencia.
Sostiene un panpsiquismo según el cual la naturaleza se rige por sus propias leyes, hay que descubrir en ella el "alma divina" sobreañadida a la naturaleza, en el hombre es la libertad.[cita requerida]

### Física
Telesio construye una nueva física, con nuevas leyes que regulan el movimiento. Según Telesio hay tres principios, dos activos y uno pasivo: los activos son el calor y el frío mientras que el pasivo será la materia, configurada por las dos fuerzas contrarias entre sí.
El cielo es el calor (Sol), el frío es la tierra, el agua la pugna entre ellos representa toda la realidad, de lo que se deduce que todas las diferencias (formas) cualitativas se reducen a un solo criterio: la de la lucha del calor y el frío. Como consecuencia, el conocimiento va a ser explicado por este mismo principio.
Ya no hay la distinción de Aristóteles entre el mundo celeste y el mundo sublunar. Telesio termina su primer libro con un apartado muy curioso que trata sobre la nueva concepción del espacio y el tiempo, en el que se critica la concepción aristotélica. Defiende que el espacio vacío es posible, que es algo capaz de contener cuerpos y que puede existir sin cuerpos, por tanto es aquello en que los cuerpos pueden estar ocupados. Telesio construye el concepto de espacio que luego desarrollaría Newton. El espacio es una posibilidad de colocar los cuerpos.
El espacio vacío es posible, y lo mismo podemos plantear respecto al tiempo. Los tres libros posteriores se dedican a revisar las concepciones de Aristóteles. Lo que más va a resaltar de él es una nueva edición en el año 1586 de cinco libros, donde plantea un problema nuevo: la concepción psicológica, que permite el conocimiento. El problema parte de la distinción de dos tipos de alma en el hombre, que se tratan a continuación.

### El espíritu
El espíritu es como una especie de cuerpo, sutil, tenue, maleable, que se sitúa originalmente en el cerebro, pero que desde ahí se difunde a todo el cuerpo, sustancia maleable, que recibe las afecciones del exterior y queda trasformada por ellos (por el frío y el calor), el sujeto se trasforma en la afección, el sujeto no es estable.
La función del espíritu es la sensación, y se produce gracias a la extensión y contracción de los cuerpos por el calor y el frío, las cosas externas actúan en el espíritu y lo moldean. Lo más importante es que el espíritu es consciente de estas contracciones, el sistema externo es el sentido del tacto, funciona como ese sentido, imagen de la cera, moldeable.
Así también se percibe lo semejante y lo diferente, porque el espíritu tiene capacidad de memoria, y esa capacidad de memoria es lo que nos permite llegar a los conceptos universales y es que todo conocimiento consiste en pasar de lo que conocemos parcialmente a conocimiento del todo. Conocer solo parte y el resto lo conocemos por analogía.

### El reconocimiento
Por este aporte psicológico es por lo que más se conocerá a Telesio, y sus tesis sobre la naturaleza.
Se produce una conciencia de los cambios tanto exteriores como interiores, concepto de la conciencia del conocimiento, llamara a ese proceso de conciencia, como el conocimiento.
El conocimiento supone un proceso de entendimiento. Él hace hincapié en este proceso de la experiencia, y este proceso se realiza gracias a la memoria. Entiende el proceso de conocimiento como un reconocimiento.
El intelecto se entiende por tanto como un complemento imperfecto, se utiliza solo por defecto, porque la experiencia no ha sido completa, solo se recurre a él cuando la experiencia falta, puesto que los cambios externos pueden ayudar a la autoconservación, esa sensación externa, además de producir calor y frío, también producen placer y dolor, tiene relación con el principio de conservación, sin caer con identificar el placer con la virtud, pero su identificar el placer como más cercano a las virtudes. También la ética se podría reducir a hechos empíricos.

### El alma
Sería exclusiva del hombre y creada por Dios, esta alma diferente, posee una facultad diferente de pensar y sentir, lo que significaría que el hombre tiene un doble pensamiento, que le lleva a un doble deseo, a un doble intelecto, a veces contradictorios, eso explica como las pasiones nos llevan a un sitio y los deseos a otros lugares. Sentir y pensar de lo material, y sentir y pensar de lo divino.